# علم القيم
الأكسيولوجيا (بالإنجليزية: Axiologie)‏ وهو العلم الذي يدرس علم القيم المثل العليا والقيم المطلقة ومدى ارتباطها بالعلم وخصائص التفكير العلمي باعتبار المعرفة العلمية واحدة من أهم فاعليات النشاط الإنساني وأرقاها. وهو أحد المحاور الرئيسية الثلاث في الفلسفة (وهي مبحث علم الوجود/الأنطولوجيا، ومبحث نظرية المعرفة/الإبيستيمولوجيا، ومبحث القيم/الأكسيولوجيا). والمراد به البحث في طبيعة القيم وأصنافها ومعاييرها.

## أصل الكلمة
الجذر اللغوي للمصطلح "أكسيولوجيا" Axiology، مركب مشتق عن اليونانية، والذي يكتب في أبجديتها αξιαλογεα، من المفردة "Axia" αξια، بمعنى قيمة، و”Logos" λογo بمعنى الكلام والنطق، والذي يجري تداوله في الأدبيات العلمية المعاصرة، بمعنى علم أو مبحث، فيصبح المعنى اللفظي، نظرية القيم أو علم القيم.

## ارتباطه بالعلوم الأخرى
وهو يرتبط خاصة من خلال ثلاث قيم أساسية وهي:
- قيمة الحق، التي يدرسها علم المنطق، الذي يضع لنا قواعد التفكير السليم.
- وقيمة الخير، التي يدرسها علم الأخلاق، الذي يوضح قواعد السلوك الأخلاقي.
- وقيمة الجمال، التي يدرسها علم الجمال، الذي يوضح مقاييس الشيء الجميل، وينمي الذوق الجمالي لدى الإنسان.

وعلم القيم يميز عادة، بين نوعين من القيم، وهي القيم النسبية المتغيرة، التي تطلب كوسيلة إلى غاية أبعد منها، كالثروة والمال والقوة، وهي بذلك تتماهى والقيم المادية، ثم القيم المطلقة الثابتة، التي ينشدها الإنسان لذاتها، كالسعادة والعدل والأمن.
وعلم القيم من حيث هو مبحث أخلاقي، يدرس مشكلتي الخير والشر، ويطرح مسائل أساسية مثل مفهوم الخير، وهل هو صفة موضوعية، يطلق على تصرفات بشرية معينة، وكيف يقيّم السلوك البشري بين الخير والشر، وماهية مصدر الخير وطبيعته، في الوعي الأخلاقي البشري.